# Henke (groupe)
Pour les articles homonymes, voir Henke.
Henke est un groupe allemand de rock.

## Histoire
Après que le groupe précédent d'Oswald Henkes, Goethes Erben, ait décidé de faire une longue pause en 2007, il forme d'abord le groupe fetisch:Mensch. Avec celui-ci, il écrit de nouvelles chansons, mais prend la résolution de ne jamais les publier sous forme d'album, mais de les interpréter uniquement lors de concerts. Avec le groupe Henke, formé en 2009, il avait également prévu dans un premier temps de renoncer à la publication d'albums et de se produire uniquement en concert, mais en ne jouant que des morceaux plus anciens de ses groupes précédents, Goethes Erben, Erblast et Artwork. Plus tard, il change d'avis sur ces deux points, et c'est ainsi que le premier album Seelenfütterung sort en 2011,. Le style est un peu plus rock et plus diversifié que les œuvres des groupes précédents. Le chant parlé typique d'Oswald Henke et du Neue Deutsche Todeskunst est toutefois resté. Goethes Erben annoncent leur séparation en juillet 2012, mais se réunissent à nouveau à l'automne 2013 pour le 25e anniversaire du groupe. 
En 2013, le deuxième album de Henke, Maskenball der Nackten, sort,,,. Depuis, il n'y a plus d'autres sorties, mais d'autres concerts ont lieu. En 2016, le groupe annonce finalement qu'il n'y aurait plus d'albums ni de concerts de Henke, mais il n'y a pas de séparation officielle du groupe. Entre-temps, Oswald Henke est de nouveau actif avec Goethes Erben.

## Discographie

### Albums studio
- 2011 : Seelenfütterung
- 2013 : Maskenball der Nackten

### Singles et EP
- 2011 : Vom A zum F
- 2012 : Herz
- 2013 : Zeitmemory